# Machaerium fluminense
Machaerium fluminense är en ärtväxtart som beskrevs av Velva Elaine Rudd. Machaerium fluminense ingår i släktet Machaerium och familjen ärtväxter. Inga underarter finns listade i Catalogue of Life.